# Kate Mara
Kate Rooney Mara (Bedford, Nueva York, 27 de febrero de 1983) es una actriz estadounidense de cine y televisión.

## Biografía

### Carrera
Kate Mara comenzó su carrera como actriz en su ciudad natal, Bedford, en Nueva York. Debutó en televisión en la serie Law & Order en un episodio de 1997 y se mudó cuando realizó su primera película, Random Hearts, de 1999. Sus interpretaciones más destacadas incluyen, entre otros trabajos, Brokeback Mountain, premiada por la Academia de Artes y Ciencias Cinematográficas de Estados Unidos, interpretando a la hija del personaje de Heath Ledger, y a la serie de televisión de Fox 24, interpretando a la analista de sistemas Shari Rothenberg. Desde entonces ha aparecido en las películas Leyenda Urbana 3 (2005), We Are Marshall (2006), Shooter, junto a Mark Wahlberg (2007), y Transsiberian, con Eduardo Noriega (2008).
Mara se unió al reparto de la serie de HBO Entourage en la sexta temporada y actuó como coestrella en The Open Road (2009), junto a Justin Timberlake.

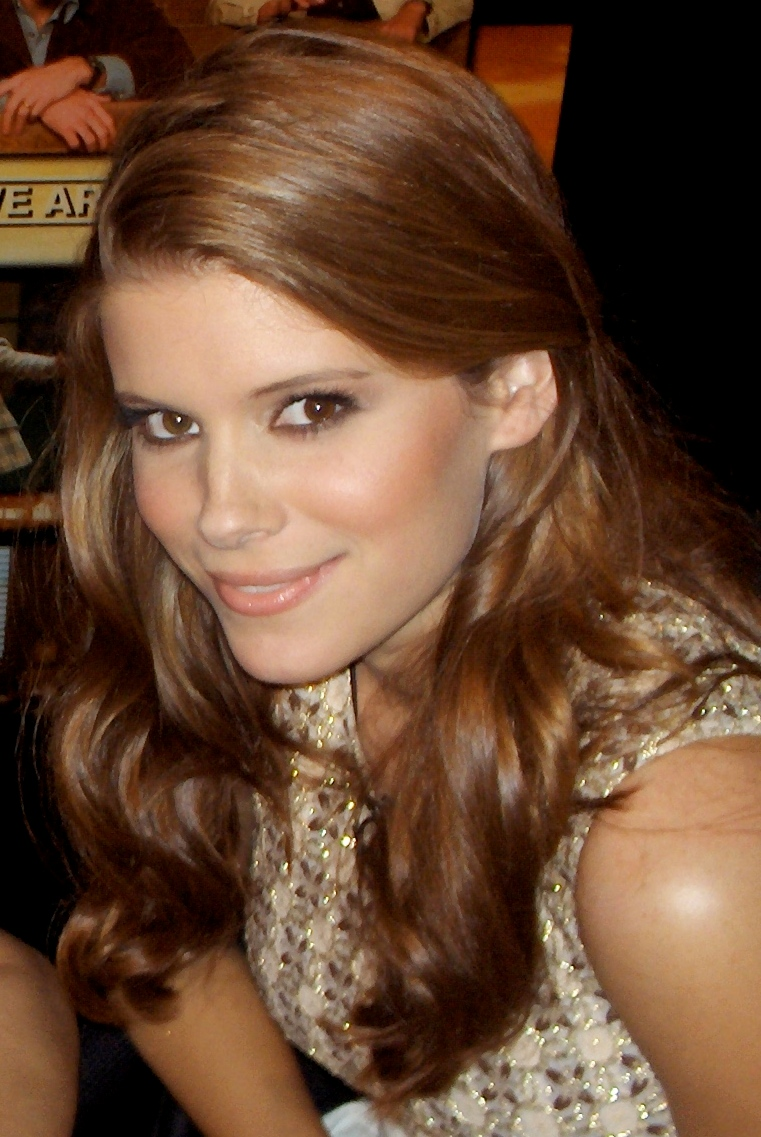
Kate Mara en 2006.

Interpretó a una agente federal en la película Iron Man 2, del año 2010. Ya había incursionado en la temática de los superhéroes en 2006, cuando protagonizó junto a Tim Allen la película Zoom donde, junto a otros tres chicos, forma parte de un nuevo equipo de superhéroes, teniendo a Tim en el papel de Zoom/Jack, como su maestro. Allí interpreta a Summer Jones/Wonder, una joven que tiene poderes telequinéticos.
En el año 2010 protagonizó la película titulada Happythankyoumoreplease, junto a Josh Radnor (quien además de actuar es el director de la película) y en 2011 apareció en Templario, junto a James Purefoy.
Además, participó en la primera temporada de la serie de FX American Horror Story. Más adelante, participó en la película 4 Fantásticos, de 2015, y en la serie de televisión House of Cards.

### Vida personal
Kate es bisnieta de Timothy Mara, quien fuera fundador del popular equipo de fútbol americano New York Giants, y de Art Rooney, fundador de los Pittsburgh Steelers. Es la segunda de cuatro hermanos: dos hermanos, uno llamado Dan, y su hermana menor también actriz, Rooney Mara. Ha declarado que viene de una "gran" familia. Su padre tiene 10 hermanos y en total, ella tiene 40 primos. Fue novia del actor Max Minghella.
A finales de 2015, Mara comenzó a salir con el actor Jamie Bell y en enero de 2017, la pareja se comprometió. El 17 de julio de 2017, la pareja anunció que se habían casado. Como resultado, se convirtió en madrastra del hijo que Bell tuvo con Evan Rachel Wood. En mayo de 2019, la pareja le dio la bienvenida a su primera hija juntos. En julio de 2022 se confirmó su segundo embarazo. En noviembre de 2022 dio a luz a un niño.

## Filmografía
| Año              | Título                                    | Papel                         | Notas        |
| ---------------- | ----------------------------------------- | ----------------------------- | ------------ |
| 1997             | Law & Order                               | Jenna Erlich                  | 1 episodio   |
| 1999             | Joe the King                              | Allyson                       |              |
| 1999             | Random Hearts                             | Jessica Chandler              |              |
| 2000             | Madigan Men                               | Julie                         | 1 episodio   |
| 2000             | Ed                                        | Kelly Kovacs                  | 1 episodio   |
| 2001             | Law & Order: Special Victims Unit         | Lori                          | 1 episodio   |
| 2002             | Tadpole                                   | Miranda Spear                 |              |
| 2003             | Everwood                                  | Kate Morris                   | 2 episodios  |
| 2003             | Nip/Tuck                                  | Vanessa Bartholomew           | 4 episodios  |
| 2003             | Cold Case                                 | Jill Shelby                   | 1 episodio   |
| 2003             | Boston Public                             | Helena Gelbke                 | 1 episodio   |
| 2004             | Peoples                                   | Jessica Anderson              |              |
| 2004             | CSI: Miami                                | Stephanie Brooks              | 1 episodio   |
| 2004             | Prodigy                                   |                               | Telefilme    |
| 2004             | Time Well Spent                           | Joven                         | Cortometraje |
| 2004             | CSI: Crime Scene Investigation            | Janelle Macklin               | 1 episodio   |
| 2005             | Jack & Bobby                              | Katie                         | 6 episodios  |
| 2005             | Urban Legends: Bloody Mary                | Samantha Owens                |              |
| 2005             | Brokeback Mountain                        | Alma                          |              |
| 2005             | The Californians                          | Zoe Tripp                     |              |
| 2006             | 24                                        | Shari Rothenberg              | 5 episodios  |
| 2006             | Zoom                                      | Summer Jones / Wonder         |              |
| 2006             | Fireflies                                 | Taylor                        |              |
| 2006             | We Are Marshall                           | Annie Cantrell                |              |
| 2007             | Full of It                                | Annie Dray                    |              |
| 2007             | Shooter                                   | Sarah Fenn                    |              |
| 2007             | Sydney White                              | Joven                         |              |
| 2008             | Transsiberian                             | Abby                          |              |
| 2008             | Stone of Destiny                          | Kay Matheson                  |              |
| 2008             | Big Guy                                   | Kate                          | Cortometraje |
| 2008             | T Takes: Brooklyn '09                     | Kate                          | Unitario     |
| 2009             | The Open Road                             | Lucy                          |              |
| 2009             | Entourage                                 | Brittany                      | 4 episodios  |
| 2010             | Happythankyoumoreplease                   | Mississippi                   |              |
| 2010             | Iron Man 2                                | U.S. Marshall                 | Cameo        |
| 2010             | Peep World                                | Meg                           |              |
| 2010             | 127 horas                                 | Kristi                        |              |
| 2011             | Ironclad                                  | Lady Isabel                   |              |
| 2011             | Diez años después                         | Elise                         |              |
| 2011             | American Horror Story: Murder House       | Hayden                        | 8 episodios  |
| 2012             | Deadfall                                  | Hannah                        |              |
| 2013             | Fighting Jacob                            | Becky                         |              |
| 2013-2014 / 2016 | House of Cards                            | Zoe Barnes                    | 14 episodios |
| 2014             | Transcendence                             | Bree                          |              |
| 2014             | Tiny Detectives                           | Detective Kate                | Cortometraje |
| 2015             | 4 Fantásticos                             | Susan Storm / Mujer Invisible |              |
| 2015             | Man Down                                  | Natalie Drummer               |              |
| 2015             | The Martian                               | Beth Johanssen                |              |
| 2015             | Captive                                   | Ashley Smith                  |              |
| 2015             | Moonbeam City                             | Chrysalis Tate                | 10 episodios |
| 2016             | Ares III: Farewell                        | Beth Johanssen                | Cortometraje |
| 2016             | The Heyday of the Insensitive Bastards    | Lisa                          |              |
| 2016             | Morgan                                    | Lee Weathers                  |              |
| 2017             | Megan Leavey                              | Megan Leavey                  |              |
| 2017             | El escándalo Ted Kennedy (Chappaquiddick) | Mary Jo Kopechne              |              |
| 2018             | Pose                                      | Alex Drake                    |              |
| 2019             | My Days of Mercy                          | Mercy Bromage                 |              |
| 2020             | A Teacher                                 | Claire Wilson                 | 10 episodios |
| 2022             | Call Jane                                 | Lana                          |              |
| 2023             | Black Mirror                              | Lana Stanfield                | 1 episodio   |
| 2023             | Class of '09                              | Ashley Poet                   |              |
| 2024             | Friendship                                | Tami Waterman                 |              |